# Borador
Il Borador è una razza canina poco nota e non ancora riconosciuta ufficialmente come razza vera e propria. Viene riconosciuta negli Stati Uniti d'America. Il suo nome deriva dall'unione di nomi delle due razze che lo costituiscono (Border Collie e Labrador Retriver) per semplificazione.

## Descrizione
I Borador sono cani nati da un incrocio di Labrador e Border Collie. Sono cani di media taglia, fra i 20-27 kg di peso da adulti e il peso di 15-20 kg da cuccioli. Possono essere sia a pelo lungo che a pelo corto, con zampe palmate e orecchie come quelle del Labrador, si riconoscono facilmente per il manto nero e una macchia bianca al centro del petto.

## Colori
Il colori più comuni dei Borador sono il nero, o il marrone assieme al bianco. 

## Carattere
I Borador sono cani vivaci specialmente da cuccioli, intelligenti, sensibili, curiosi, fedeli e di ottima compagnia, estremamente attivi e affettuosi. Il loro temperamento è tranquillo e amichevole con umani e cani. Non è un cane mordace ma potrebbe  diventare aggressivo, come ogni cane, se non efficacemente socializzato sin da cucciolo. Può soffrire facilmente di stress se non sfoga la sua energia durante la giornata, necessita infatti di fare lunghe passeggiate durante la giornata o giochi che stimolano la loro intelligenza. Il Borador è anche un nuotatore provetto, un ottimo cane da Agility e da compagnia per bambini.